# 염따
염따(YumDDa, 본명: 염현수, 1984년 4월 20일 ~ )는 대한민국의 래퍼 겸 프로듀서 및 방송인 및 사업가이다. 랩네임의 뜻은 본명 염현수와 왕따의 합성어이다. 또 티셔츠와 의류를 판매해 캐딜락을 구매했다. 이후 딩고와 함께 Don't call me를 내어 큰 인기를 얻었다. 그 뒤에도 팔로알토, 사이먼 도미닉, 딥플로우, 더 콰이엇과 힙합 그룹 다모임 (DAMOIM)을 결성하여 아마두와 같이 여러 곡을 발매하며 인기를 얻었다. 2020년 11월 28일, 저녁 6시에 자신의 정규 4집 음반인 《살아숨셔 3》을 발매했다. 《쇼미더머니 9》에 출연하여 파이널 라운드 릴보이의 《Credit》에서 피처링을 하기도 했다. (Feat. 염따, 기리보이, Zion.T)

## 출신 학교
- 호서대학교 디지털음악학과

## 생애
염따는 서울에서 출생하여, 유치원 때까지 서울에서 지내다가, 경상남도 진주로 이사하였고, 초등학교 5학년 때 서울로 다시 이사하였다. 중학교 재학 때부터 랩을 시작하였고, 급우 중 누군가가 "염따"라고 부른 것에서 현재 랩네임이 유래하였다. 고등학교 재학 당시에 음악 그룹 "집시의 템버린"의 멤버들을 만나, 그들의 도움을 받아 2006년에 첫 번째 싱글인 《Where Is My Radio》를 발표하였다. 싱글 발표 후 피타입(P-Type)과 쿤타가 소속되어 있던 파운데이션(Foundation)과 계약하였고, 쿤타의 소개로 방송 프로그램에 출연하기 시작하여, MBC의 《무한도전》, SBS MTV의 《모스트 원티드》, 온게임넷의 《켠김에 왕까지》 등에 출연하였다. 하하가 주도하던 메이저 데뷔가 무산된 이후, 방송 활동을 중단하였다가, 2016년 정규 1집 《살아숨셔》를 발표하였다.
유튜브와 인스타그램을 활용하여 "랩과 돈을 좋아하는 30대 아저씨" 캐릭터를 구축하였고, 2019년 3월 티셔츠를 판매하기 시작하여 4일 만에 6,000만 원의 매출을 기록하였다. 같은 해 10월 3일에 더콰이엇의 벤틀리 차량을 치어 수리비를 벌기 위해 굿즈 판매를 재개하였고, 하루 만에 4억 원의 매출을 올렸으며, 5일에 예정보다 일찍 굿즈 판매를 중단하였다. 같은 해 5월 딩고와의 합작으로 발표한 〈돈 Call Me〉가 멜론 차트에 진입하였으며. 2020년 한국 힙합 어워즈에서 올해의 아티스트로 선정되었다.
염따는 2020년 11월에 인스타그램 계정을 통해 더콰이엇과 공동으로 데이토나 엔터테인먼트를 설립했음을 알렸다.

## 음반

### 정규 앨범
- 《살아숨셔》 (2016년)
- 《MINA》 (2017년)
- 《살아숨셔 2》 (2019년)
- 《살아숨셔 3》 (2020년)

### 싱글 앨범
- 《Where Is My Radio》 (2006년)
- 《위로 오른다》 (2011년)
- 《I'm Back》 (2011년)
- 《사랑한다고 해줘》 (2012년)
- 《이미 늦은 밤》 (2013년)
- 《스타렉스》 (2015년)
- 《쏘나타》 (2016년)
- 《너무 좋아》 (with 숨셔) (2016년)
- 《그녀를 원해》 (2017년)
- 《Honey Family BeeHive Project Vol. 5》 (with 주라, 11호, 에코) (2017년)
- 《가고있어》 (2017년)
- 《넌 나의 12시야》 (2018년)
- 《사랑해줘 (trust me) REMIX》 (2019년)
- 《sold out》 (2019년)
- 《Dingo X 염따》 (2019년)
- 《zoom (dani REMIX)》 (2019년)
- 《돈 Touch My Phone》(with 창모)  (2019년)
- 《Dingo X DAMOIM (Part 1)》 (with 딥플로우, 팔로알토) (2019년)
- 《Dingo X DAMOIM (Part 2)》 (with 딥플로우, 팔로알토, 더 콰이엇, 사이먼 도미닉) (2019년)
- 《Amanda》 (2019년)
- 《Dingo X DAMOIM (Part 3)》 (with 딥플로우, 팔로알토, 더 콰이엇, 사이먼 도미닉) (2019년)
- 《Dingo X DAMOIM (Part 4)》 (with 딥플로우, 팔로알토, 더 콰이엇, 사이먼 도미닉) (2020년)
- 《염BORGHINI》 (2020년)
- 《좋아한다니까》 (2020년)
- 《새벽에 잠깐이라도 좋아》 (2020년)
- 《BENTLEY 1.5》 (2020년)
- 《9ucci》 (2021년)

### 참여 앨범
- 《Schedule 1 - Fight 4 Right》 (2007년)
  - 《Drive Me Crazy (Feat. 염따, 체코만도)》
- 《Lyrical D - Lyrical Harmonics》 (2007년)
  - 《Check it ! (Feat. 백화, 염따, 체코만도)》
- 《BAHNUS VACUUM - 2009 1st Project Album Divas` Special》 (2009년)
  - 《The Club(Club Remix) (Feat. 길미, 염따)》
- 《김정민 - Innocence》 (2009년)
  - 《넌 아냐 (Feat. 염따)》
- 《Schedule 1 - I Am The Club》 (2009년)
  - 《En-Clip #1(Feat. 염따)》
- 《알 수 없는음악가 - My Love Which Only One Person Is And Is More Beautiful Than Someone Only In The World She Love》 (2009년)
  - 《내 사랑 (Feat. 타우, 수호, 후니훈, 소향(Pos), 염따)》
- 《DJ Wegun - SCHOOL For Dummies》 (2009년)
  - 《멋쟁이 Style (Feat. 염따)》
- 《리오케이코아 - 보물섬》 (2010년)
  - 《Old school 2 new skool (Feat. 낯선, 비프리, 염따)》
- 《낯선 - NASSUNOVA (Disc 1)》 (2011년)
  - 《RANDOM (Bonus track) (Feat. 로보, 45RPM, 베이식, Beatbox DG, 비프리, Bigtone, Bizzy, Boltrix, 딥플로우, 다이나마이트, ELI, 제이독, J-Kyun, Kikaflo, 쿤타, 리오케이코아, 마이티 마우스, 마이노스, 스윙스, Von, Woo-Side, 만성, 염따, 오반장, 호현)》
- 《숨셔 - U Guys (Part.1)》 (2013년)
  - 《했네 했어 (Feat. 전성현, 염따)》
- 《Forever 84》(DAMOIM)
- 《아마두 (Feat. 우원재, 김효은, 넉살, 허클베리 피)》(DAMOIM)
- 《중2병》(DAMOIM)
- 《달려》(DAMOIM)

존시나

### OST
- 《미스터 기간제 OST Part 1》 (2019년)

## 가수 외 활동

### 방송
- 《희망나눔 무지개》 (MBC)
- 《무한도전》 (MBC)
- 《켠김에 왕까지》 (Ongamenet)
- 《모스트 원티드》 (SBS MTV)
- 《타임 어택》 (MTV KOREA)
- 《슈퍼스타K4》 (Mnet)
- 《수상한 쇼》 (SBS MTV)
- 《채널 피에스타》 (SBS MTV)
- 《대배틀 The Contender》
- 《쇼미더머니 9》 (Mnet) - 릴보이 Credit 피쳐링 (10회)
- 《고등래퍼 4》 (Mnet) - 멘토
- 《쇼미더머니 10》 (Mnet) - 심사위원

### 광고
- 처음처럼 FLEX

### 기타
- FLEX 후드 티셔츠 및 슬리퍼 판매

## 수상 경력
- 한국 힙합 어워즈 올해의 아티스트 (2020)

## 같이 보기
- 데프콘
- 하하
- 쿤타
- 팔로알토
- 사이먼 도미닉
- 딥플로우
- 더 콰이엇
- 송민영 (래퍼)
- 숨셔